# Мфіонду Кабенгеле
Мфіонду Чиманга Кабенгеле (англ. Mfiondu Tshimanga Kabengele; нар. 14 серпня 1997) — канадський професійний баскетболіст команди «Атланта Гокс» Національної баскетбольної асоціації (НБА), який має двосторонній контракт з командою «Мейн Селтікс» з Джи-Ліги НБА. Він грав у студентський баскетбол за команду «Флорида Стейт Семінолс». На драфті НБА 2019 року його задрафтували «Бруклін Нетс» під 27-м номером і негайно обміняли у «Кліпперс».

## Студентська кар'єра
Перший рік у «Флорида Стейт Семінолс» Кабенгеле пропустив. На другому курсі він очолював команду, набираючи 13,2 очка за гру, роблячи 5,9 підбирання та 1,5 блок-шота за гру, попри те, що ніколи не виходив у стартовій п'ятірці. Під час турніру NCAA Кабенгеле набирав у середньому 17,0 очок, 8,0 підбирань і 2,0 блок-шота за гру. 9 квітня 2019 року він оголосив про участь у драфті НБА, таким чином відмовившись від двох років в університеті.

## Професійна кар'єра

### «Лос-Анджелес Кліпперс» (2019—2021)
20 червня 2019 року Кабенгеле був обраний «Бруклін Нетс» 27-м на драфті НБА 2019. 9 липня 2019 року «Кліпперс» оголосили про підписання контракту з Кабенгеле. 24 жовтня 2019 року Кабенгеле дебютував у НБА, вийшовши з лави запасних у переможному матчі проти «Голден Стейт Ворріорз» (141:122), набравши три очки, 1 підбирання та 1 блок-шот. 16 листопада 2019 року Кабенгеле набрав 10 очок і 2 підбирання у переможному матчі проти «Атланта Гокс» з рахунком 150:101. 14 січня 2020 року Кабенгеле набрав 25 очок, 12 підбирань, 3 передачі, 3 блок-шоти та 2 перехоплення за команду «Агуа Каліенте Кліпперс» Джі-Ліги у поразці від «Ріо-Гранде Веллі Вайперс» (112:102). Він заробив 38 очок, 12 підбирань і блок-шот 19 січня у перемозі над «Стоктон Кінгз». Він працював над триочковим кидком з професійної дистанції у Джи-Лізі.
22 березня 2021 року Кабенгеле разом з вибором у другому раунді драфту 2022 року, який належав «Атланта Гоукс», був обміняний у «Сакраменто Кінгз» на вибір у другому раунді «Кінгз» у 2022 році. Через три дні його відрахували.

### «Клівленд Кавальєрс» (2021)
10 квітня 2021 року Кабенгеле підписав 10-денний контракт з «Клівленд Кавальєрс». 21 квітня він підписав другий 10-денний контракт. 1 травня він підписав багаторічний контракт. 9 травня Кабенгеле набрав рекордні за кар'єру 14 очок, реалізувавши 5 із 7 кидків за гру й 1 із 2 із триочкових, а також зробив 4 підбирання й 1 передачу за рекордні 23 хвилини гри під час поразки від «Даллас Маверікс» 124:97. 12 жовтня 2021 року «Клівленд Кавальєрс» відмовилися від нього.

### «Ріо-Гранде Веллі Вайперс» (2021—2022)
17 жовтня 2021 року Кабенгеле підписав контракт з «Х'юстон Рокетс», але незабаром від нього відмовились. Згодом він приєднався до «Ріо-Гранде Веллі Вайперс» з Джи-Ліги НБА.

### «Бостон Селтікс» (2022–2023)
16 липня 2022 року Кабенгеле підписав двосторонній контракт із «Бостон Селтікс» після виняткової гри під час Літньої ліги. 27 березня 2023 року за його середній результат 27 очок, 16,5 підбирань і 2,0 передачі його назвали найкращим гравцем тижня Джи-Ліги. 13 квітня Кабенгеле додали до другої команди сезону Джі-Ліги в п'ятірку найкращих захисників ліги.

## Статистика кар'єри

### НБА
| Сезон     | Команда      | GP | GS | MPG  | FG%  | 3P%  | FT%   | RPG | APG | SPG | BPG | PPG |
| --------- | ------------ | -- | -- | ---- | ---- | ---- | ----- | --- | --- | --- | --- | --- |
| 2019–2020 | Лос-Анджелес | 12 | 0  | 5.3  | .438 | .450 | 1.000 | .9  | .2  | .2  | .2  | 3.5 |
| 2020–2021 | Лос-Анджелес | 23 | 0  | 4.1  | .281 | .222 | .833  | .6  | .2  | .1  | .1  | 1.2 |
| 2020–2021 | Клівленд     | 16 | 0  | 11.6 | .421 | .281 | .786  | 2.9 | .8  | .4  | .6  | 4.3 |
| 2022–2023 | Бостон       | 4  | 0  | 9.0  | .286 | .000 | 1.000 | 2.5 | .0  | .5  | .0  | 1.5 |
| Кар'єра   | Кар'єра      | 55 | 0  | 6.9  | .383 | .301 | .852  | 1.5 | .3  | .2  | .3  | 2.6 |

### Коледж
| Сезон     | Команда       | GP | GS | MPG  | FG%  | 3P%  | FT%  | RPG | APG | SPG | BPG | PPG  |
| --------- | ------------- | -- | -- | ---- | ---- | ---- | ---- | --- | --- | --- | --- | ---- |
| 2017–2018 | Флорида Стейт | 34 | 0  | 14.8 | .491 | .385 | .657 | 4.6 | .3  | .4  | .9  | 7.2  |
| 2018–2019 | Флорида Стейт | 37 | 0  | 21.6 | .502 | .369 | .761 | 5.9 | .3  | .6  | 1.5 | 13.2 |
| Кар'єра   | Кар'єра       | 71 | 0  | 18.3 | .498 | .374 | .724 | 5.3 | .3  | .5  | 1.2 | 10.3 |